# Ronny Philp
Ronny Philp (* 28. ledna 1989) je bývalý rumunský profesionální fotbalista, který hrál na pozici obránce.

## Kariéra
Philp se narodil v Sibiu v Rumunsku a svůj profesionální debut za SSV Jahn Regensburg ve 3. Lize zaznamenal v úvodním zápase sezóny 2011/12 doma proti SV Babelsberg 03.
V únoru 2021 kvůli problémům se zraněními ukončil kariéru a započal dráhu obchodování ve svém bývalém klubu Greuther Fürth.